# Albox
Albox és una localitat de la província d'Almeria. L'1 de gener de 2006 tenia 11.000 habitants. Situada a la conca mitjana del riu Almanzora. Té una extensió de 165 km que limita al nord amb Chirivel i Vélez-Rubio (comarca de los Vélez), al sud amb Cantoria, a l'est amb Taberno i Arboleas, i a l'oest amb Oria i Partaloa.

## Barris i pedanies
- Pueblo
- Barrio Alto
- La Loma
- Los Segovias
- La Molata
- Llano de los Olleres
- Llano del Espino
- Llano de las Ánimas
- Las Pocicas
- Los Galeras
- Saliente Alto
- Aljambra
- Locaiba
- Cerro Bolea
- Barrio de las zorras
- Fuente del Mojón
- La Hortichuela
- Las Labores
- Los Guillenes
- Los Marcelinos

## Demografia
| 1998  | 1999  | 2000  | 2001  | 2002  | 2003   | 2004   | 2005   | 2006   | 2007   |
| ----- | ----- | ----- | ----- | ----- | ------ | ------ | ------ | ------ | ------ |
| 9.471 | 9.671 | 9.599 | 9.661 | 9.974 | 10.409 | 10.680 | 11.271 | 11.000 | 11.166 |